# 北海道道1166号中札内インター線
北海道道1166号中札内インター線（ほっかいどうどう1166ごう なかさつないインターせん）は、北海道河西郡中札内村を結ぶ一般道道である。

## 概要

### 路線データ
- 起点 : 北海道河西郡中札内村大通北1丁目（国道236号交点）
- 終点 : 北海道河西郡中札内村協和東3線（帯広広尾自動車道 中札内IC）
- 総延長 : 2,029m
- 実延長 : 2,018m
- 重用延長 : 11m[1]

## 歴史
- 2001年（平成13年）10月18日 - 路線認定[2]。

## 地理

### 通過する自治体
- 十勝総合振興局
  - 中札内村

### 交差する道路
中札内村
- 国道236号 - 大通北1丁目（起点）
- 帯広広尾自動車道中札内IC - 協和東3線（終点）